# Louis Wain
Louis Wain, född 5 augusti 1860, död 4 juli 1939, var en brittisk konstnär som främst gjort sig känd för sina kattbilder. Hans verk består huvudsakligen av antropomorfa storögda katter och kattungar. Han led av schizofreni vilket vissa menar återspeglas i hans verk.

## Liv och verk

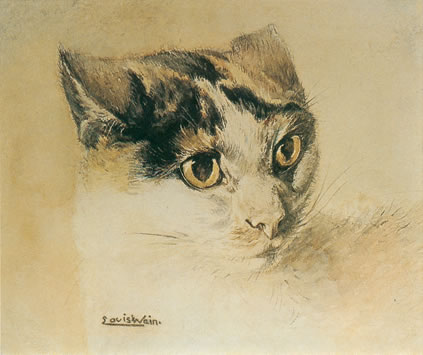
En realistisk katt från Wains tidiga karriär.

Louis William Wain föddes den 5 augusti 1860 i Clerkenwell i London. Hans far var tygförsäljare och hans mor var sömmerska. Han var äldst av sex barn och ende pojken av syskonen. När hans yngsta syster var 30 år gammal förklarades hon sinnessjuk och togs in på mentalsjukhus. De andra systrarna gifte sig aldrig utan levde med sin mor under resten av sina liv liksom även Louis gjorde under större delen av sitt liv.
Louis föddes med gomspalt varför läkare avrådde föräldrarna från att låta honom gå i skola innan han  fyllt 10 år. Under skoltiden skolkade han ofta och tillbringade i stället mycket tid med att vandra omkring i London. Han studerade sedan vid West London School of Art och verkade även som lärare vid skolan under en kort period. När han var 20 år avled hans far och Louis var tvungen att hjälpa sin mor och sina systrar, vilket han fortsatte med under resten av sitt arbetsliv.

### Frilansande konstnär
Wain lämnade snart lärarjobbet och blev frilansande konstnär. Han specialiserade sig på att måla djur och landskap och arbetade för flera tidningar, bland annat Illustrated Sporting and Dramatic News och Illustrated London News. Under 1880-talet bestod Wains arbeten av detaljerade illustrationer av engelska herrgårdar och egendomar vid sidan av kreatur och andra djur – uppdrag som han främst fick från jordbrukare. Under en period försökte han försörja sig på att måla hundporträtt.

### Katten Peter
Vid 23 års ålder gifte han sig med sin systers guvernant Emily Richardson som var tio år äldre, vilket på den tiden ansågs skandalöst. Tillsammans flyttade de till Hampstead i norra London, men strax därefter drabbades hon av cancer och avled tre år senare. Det var under denna period som Louis Wain började måla katter i större utsträckning. Det började med att deras katt Peter fungerade som tröst för hans fru under sjukdomen. För att muntra upp henne lärde Louis katten konster, som att bära glasögon och att låtsas läsa, och samtidigt började han att rita stora detaljrika teckningar av den svartvita katten. Senare skrev han om Peter: "Honom tillskriver jag grunden till min karriär, utvecklingen av mina första försök och grundläggandet av mitt verk." Peter kan ses i många av Wains tidiga verk.
År 1886 publicerades Wains första teckning av antropomorfa katter i julnumret av Illustrated London News, under titeln A Kittens Christmas Party (Kattungarnas julfest). Illustrationen, som var uppdelad i elva bildrutor, skildrade 150 katter, av vilka många liknade Peter, som skickade inbjudningar, gick på bal eller spelade spel.  Katterna stod dock alla på fyra ben, var oklädda och utan de mänskliga drag som senare karaktäriserade Wains arbeten.

### Katter med mänskliga drag

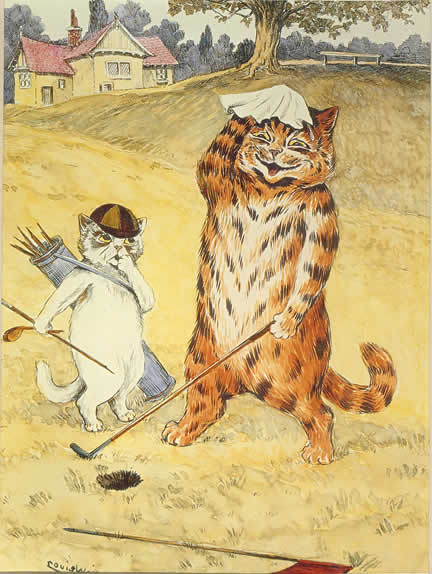
Katter med mänskliga drag.

Under de följande åren började Wains katter att gå upprätt, le brett och använda sig av överdrivna ansiktsuttryck och sofistikerade samtida kläder. Hans illustrationer visade katter som spelade instrument, serverade te, spelade kort, fiskade, rökte och njöt av en kväll på operan. Sådana antropomorfistiska porträtt av djur var mycket populära i det viktorianska England och kunde ofta hittas i skrifter, på gratulationskort och i satiriska illustrationer av till exempel John Tenniel.
Wain var framgångsrik som konstnär under de kommande trettio åren och under perioder producerade han flera hundra teckningar per år. Han illustrerade omkring ett hundratal barnböcker och hans arbeten förekom i tidningar, tidskrifter och magasin, däribland Louis Wain Annual som gavs ut mellan 1901 och 1915.
Wains illustrationer var ofta parodier på mänskligt beteende som förlöjligade aktuella modenycker och klädmode. Han skrev: "Jag tar med mig ett ritblock till en restaurang eller någon annan offentlig plats och ritar av människor i deras olika positioner i form av katter, för att komma så nära deras mänskliga drag som möjligt. Detta ger mig en dubbelnatur och dessa studier tror jag blir mina bästa humoristiska arbeten."

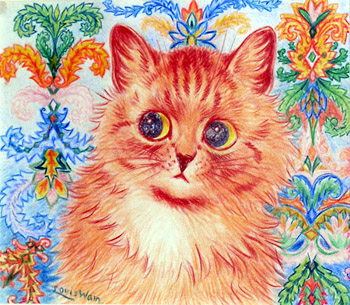
Den här katten, liksom många andra, visas med abstrakta mönster i bakgrunden. Den ökande abstraktionen i bakgrunden har tolkats som ett symptom på Wains schizofreni, medan andra menar att dessa tapetliknande bakgrunder endast återspeglar mönstret i hans mors tyger.

### Välgörenhet
Wain var inblandad i flera djurorganisationers välgörenhetsarbete, däribland Governing Council of Our Dumb Friends League, Society for the Protection of Cats och Anti-Vivisection Society. Han var också aktiv inom National Cat Club där han stundtals även var president och ordförande. Han kände att han hjälpte till att "sudda ut det förakt som finns mot katter" i England.

### Ekonomiska bekymmer
Trots sin popularitet led Wain av ekonomiska problem under hela sitt liv. Han fortsatte att ta ansvar för sin mor och sina systrar men han hade ingen känsla för affärer. Han var anspråkslös, lätt att utnyttja och illa rustad för att tjäna pengar på sina verk. Han sålde ofta sina teckningar utan vidare och utan någon som helst rätt till reproduktioner. Han var lättlurad och blev bland annat duperad att investera i nya uppfinningar eller annat som skulle generera pengar. Efter en resa till New York 1907, där hans arbeten var mycket uppskattade, återvände han med mindre pengar än han rest dit med, på grund av en oklok investering.

## Psykisk ohälsa

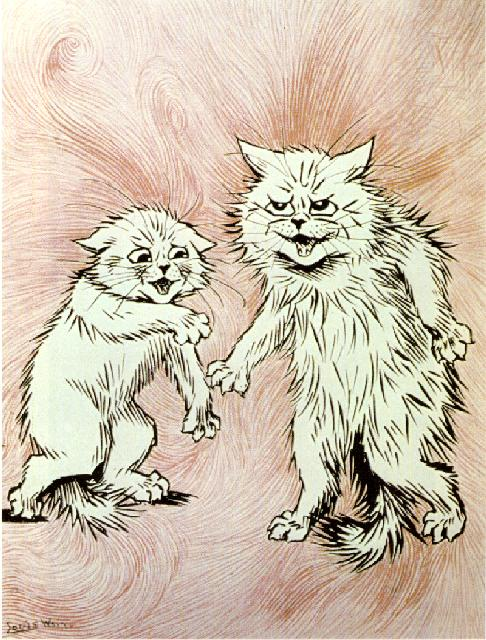
Ett av många verk som Wain tecknade på Bethlem Royal Hospital. Teckningen är inte representativ för merparten av hans arbeten på sjukhuset.

Efter att Wain kommit hem från sin resa till New York började hans popularitet att minska. Hans psykiska ohälsa började också att gradvis öka de kommande åren. Han hade alltid setts som charmerande men udda och hade ofta svårt att skilja mellan fantasi och verklighet. Många tyckte att han var obegriplig och att hans sätt att tala var svävande. Gradvis utvecklades dessa egenheter till en allvarlig psykisk sjukdom. Hans beteende och personlighet förändrades och han började lida av psykoser. Han hade tidigare varit en lugn och pålitlig person men blev nu fientlig och misstänksam, speciellt mot sina systrar. Han började vandra på gatorna om nätterna, möblera om i huset och låste under långa perioder in sig i sitt rum och skrev osammanhängande texter.
När hans systrar inte längre kunde hantera hans oberäkneliga och våldsamma beteende togs han 1924 slutligen in på en avdelning för fattighjon på Springfield Mental Hospital. Ett år senare uppmärksammades hans förhållanden på sjukhuset  vilket ledde till vädjanden från bland andra H.G. Wells och en personlig insats av premiärminister Ramsay MacDonald. Wain förflyttades till Bethlem Royal Hospital och 1930 till Napsbury Hospital nära St Albans i Hertfordshire, norr om London. Sjukhuset hade en trädgård och en kattkoloni, och han tillbringade sina nio sista år där i lugn och ro.
Även om han fortsatte ha psykotiska perioder så återfick han sin tidigare personlighet och han fortsatte att teckna. Hans verk från den perioden utmärker sig av starka färger, blommor, och dunkla, abstrakta mönster även om motivet fortsatte att vara katter. Utställningar av hans verk från sjukhustiden hölls i London 1931 och 1937. Han avled i Napsbury den 4 juli 1939.
En serie med fyra av hans målningar har ofta använts som exempel i psykologiböcker för att visa förändringen i hans stil, från vanliga teckningar till psykedeliska färgexplosioner, under det att hans psykiska tillstånd försämrades med tiden. Verken skapades dock inte i den ordning som de vanligen presenteras.
H.G. Wells sade om Wain: "Han gjorde katten till sin egen. Han uppfann kattstilen, kattsamhället, en hel kattvärld. Engelska katter som inte ser ut som och lever som Louis Wains katter skäms."